# Bensofuran
Bensofuran är en heterocyklisk förening som består av en bensenring och en furanring. Den är grundstruktur för många flera ämnen med mer komplex struktur. Denna färglösa vätska är en komponent i stenkolstjära. Benzofuran är "ursprung" till många besläktade föreningar med mer komplexa strukturer. Psoralen är till exempel ett bensofuranderivat som förekommer i flera växter.

## Produktion
Bensofuran extraheras från koltjära. Det erhålls också genom dehydrogenering av 2-etylfenol.

### Laboratoriemetoder
Bensofuraner kan framställas med olika metoder i laboratoriet. Nämnvärda exempel är:
- O-alkylering av salicylaldehyd med hjälp av klorättiksyra följt av dehydrering av den resulterande etern och dekarboxylering.[3]

- Perkinomläggning, där en kumarin reageras med en hydroxid:[4][5][6]

- Diels–Alderreaktion av nitrovinylfuraner med olika dienofiler: [7]

- Cykloisomerisering av alkyn ortosubstituerade fenoler:[8]

## Relaterade föreningar
- Substituerade bensofuraner
- Dibensofuran, en analog med en andra smält bensenring.
- Furan, en analog utan bensenringen.
- Indol, en analog med ett kväve istället för syreatomen.
- Bensotiofen, en analog med svavel istället för syreatomen.
- Isobensofuran, isomeren med syre i intilliggande position.
- Aurone
- Thunberginol F